# Георг III (Хенеберг)
Георг III фон Хенеберг (на немски: Georg III von Henneberg; * 1492; † 22/23 август 1526 в Шпайер) от линията Ашах-Рьомхилд на Дом Хенеберг е граф на Хенеберг в Тюрингия (1535 – 1536).

## Произход
Той е най-големият син на граф Херман VIII фон Хенеберг-Рьомхилд (1470 – 1535) и съпругата му принцеса Елизабет фон Бранденбург (1474 – 1507), дъщеря на курфюрст Алберт III Ахилес фон Бранденбург и втората му съпруга Анна Саксонска.
Брат е на Бертхолд XVI (1497 – 1549), граф на Хенеберг-Рьомхилд (1535 – 1548), Фридрих III († 1501), Албрехт (1499 – 1549), граф на Хенеберг-Шварца (1535 – 1549), и на Ото V († 1547), домхер в Страсбург.
Георг умира неженен и бездетен на 22/23 август 1526 г. в Шпайер.